# (72607) 2001 FH17
(72607) 2001 FH17 – planetoida z pasa głównego asteroid okrążająca Słońce w ciągu 4,86 lat w średniej odległości 2,87 j.a. Odkryta 19 marca 2001 roku.